# General Electric/Rolls-Royce F136
El General Electric/Rolls-Royce F136 es un motor turbofán avanzado desarrollado por General Electric y Rolls-Royce plc específicamente para el F-35 Lightning II.
El GE/RR Fighter Engine Team incluye a GE Aviation en Cincinnati, Ohio, y Rolls-Royce en Bristol, Inglaterra e Indianápolis, Indiana, EE. UU. Las dos compañías poseen el 60% y el 40% respectivamente. GE además tiene un acuerdo con la compañía turca TUSAS Engine Industries (TEI). TEI diseñará y producirá las partes críticas del F136 en colaboración con GE bajo un acuerdo valorado en más de quinientos millones de dólares.

## Diseño y desarrollo
Todos los F-35 iniciales estará motorizados con el Pratt & Whitney F135. Después de 2010, el motor está listo para su instalación. El Rolls-Royce LiftSystem será utilizado en la variante F-35B STOVL sin importar la motorización elegida.
El motor aporta 18.000 lbf (80 kN), el LiftFan 20.000 lbf (89 kN) en frío y la post-combustión aporta 19.500 lbf (8.7 kN) hasta alcanzar las 39.950 lbf (178 kN) en todo el sistema, situándolo así en la clase de potencia de empuje de las 40.000 lbf (178 kN). Esto puede ser comparado con la potencia máxima de 23.800 lbf (106 kN) del motor Rolls-Royce Pegasus del Harrier.
El 21 de julio de 2004, el F136 se puso en funcionamiento en la instalación de Evendale, Ohio de GE. El motor funcionó durante más de una hora durante dos puestas en marcha diferentes.
En agosto de 2005, el Departamento de Defensa de los Estados Unidos  aportó al equipo de GE y Rolls-Royce un contrato de 2400 millones de dólares para desarrollar su motor F136. El contrato fue para la fase de desarrollo del sistema y su demostración (SDD) de la iniciativa F136, previsto para funcionar hasta 2013.
Sin embargo, la oficina de Defensa de los Estados Unidos decidió el 6 de febrero de 2006 excluir el F136 — dejando a Pratt & Whitney, como único proveedor de motores para el Lockheed Martin F-35. El congreso, sin embargo, abolió esta decisión y proporcionó fondos para el FY 2007 a finales de 2006.
The Economist publicó que el primer ministro británico, Tony Blair, se había reunido con el presidente estadounidense, George Bush, en tres ocasiones diferentes para expresar su repulsa a la cancelación debido a la importancia del contrato para la británica Rolls-Royce.
La unión General Electric/Rolls-Royce continúa trabajando en el contrato del F136. En noviembre de 2006, el equipo completó exitosamente una revisión de tres meses de la oficina del programa y el principal contratante del F-35, Lockheed Martin. El próximo gran hito será superar una revisión de diseño crítico a finales de 2007. 
En febrero de 2007, el Pentágono, en su propuesta de ejercicio fiscal 2008, ha suprimido fondos para el desarrollo del motor F136 para el caza multipropósito. Sin embargo, esta decisión está pendiente de ser aprobada por el congreso y tanto Rolls-Royce como General Electric continúan buscando apoyos en el congreso.

## Aplicaciones
- F-35 Lightning II

## Especificaciones
- tipo=Twin-Spool, Turbofán Aumentado
- compressor=Twin Spool/Counter Rotating/Flujo Axial/Ratio de bajo espectro
- combustión=Carburador Anular
- turbina=Flujo Axial/Contra-Rotación
- potencia= 40.000 lbf